# スウェーデン国教会
スウェーデン国教会（スウェーデン語: Svenska kyrkan, フィンランド語: Ruotsin kirkko, 北部サーミ語: Ruoŧa girku）は、スウェーデンで最大のキリスト教会である。ルター派の一派であり、ポルヴォー・コミュニオンに加入している。信者数は690万人であり、世界で一番大きなルター派教会組織である。2000年まで国教会の地位を保っていた。2008年は、72.9パーセントのスウェーデン人が教会員である。しかしながら主日に礼拝に出席する信者はおよそ5パーセントのみである。
スウェーデン国教会の首席大監督はウプサラ大監督であり、現在その任にあるのはアンシェ・ヤケレンである。

## 神学
1536年、国王グスタフ1世が宗教改革の一環としてスウェーデン国教会創設運動を起こす（この影には、スウェーデンで宗教改革を起こしたオラフ・ペーテルソン、ラルス・ペーテルソン兄弟などの改革運動があった）。この行動が、カトリック教会から広がり、基本法を放棄することになった。1572年、スウェーデン教会儀式は、宗教改革に続く最初のスウェーデン教会になる。
1593年、ウプサラ宗教会議で、アウクスブルク信仰告白を取り入れた時、ルター派の人々のほとんどが教会はルター派の信条に参加した。この宗教会議で、教会は三つの教会信条（使徒信条、アタナシウス信条、ニケーア信条）を取る事を決定した。
1868年に、確かにConfessio fideiとラベル付けされているのが表紙で、ほかのテキストはまったく説明であるのにもかかわらず、スウェーデンの国会が一致信条を採用した。
スウェーデン国教会は同性愛者牧師の任職を認めた上に、女性同性愛者エヴァ・ブルンネをストックホルム教区監督に選出している。世界のルター派教会の中でもスウェーデン国教会は最も進歩的である。その急進性はアフリカ諸国の保守的なルター派教会から批判されている。

## 主なメンバー
- レーナ・マリア